# 午後野弥生
午後野 弥生（ごごの やよい、1972年5月13日 - ）は、日本の元AV女優。
京都府出身。

## 略歴・人物
1991年6月に『乙女のパンティー』（アリスJAPAN）でデビューしたショートカットの美少女系AV女優である。芸名の由来は、清涼飲料水の「午後の紅茶」。
その後、ビデオメーカー・アロックスの専属女優となり、同じく専属だったきららかおり、五十嵐こずえと共に看板女優して活躍した。
1992年に引退。

## 出演作品

### アダルトビデオ
- 乙女のパンティー　（1991年6月21日、アリスJAPAN）
- みんなわたしのナースがママ　（1991年、アロックス）
- クセになるあの娘　（1991年9月17日、アロックス）
- ピチピチちゃぷちゃぷ あんあんあん　（1991年、アロックス）
- 仔猫のスキャンティ　（1991年、アロックス）
- 炎の記憶 ASIAN MEMORIES　（1991年、KUKI）…共演:希志真理子、ツォー・チャー・リー、野村理沙、家永翔子、マリア、小林美和子、林由美香、西尾美樹、太田真美、甲斐みづき
- 脚線淫美 しゃぶりつきハイヒール　（1992年、アロックス）…共演:雨谷麻衣子
- 女子校生制服スペシャル Part.1 カワイイ太ももにかぶりつけ　（1992年7月21日、HRC）